# Spjuttjärnen (Kalls socken, Jämtland)
Spjuttjärnen är en sjö i Åre kommun i Jämtland och ingår i Indalsälvens huvudavrinningsområde. Sjön har en area på 0,213 kvadratkilometer och ligger 495,5 meter över havet. Sjön avvattnas av vattendraget Konäsån.

## Delavrinningsområde
Spjuttjärnen ingår i det delavrinningsområde (705439-136571) som SMHI kallar för Ovan Blecktjärnbäcken. Medelhöjden är 515 meter över havet och ytan är 6,69 kvadratkilometer. Räknas de 2 avrinningsområdena uppströms in blir den ackumulerade arean 18,69 kvadratkilometer. Konäsån som avvattnar avrinningsområdet har biflödesordning 2, vilket innebär att vattnet flödar genom totalt 2 vattendrag innan det når havet efter 341 kilometer. Avrinningsområdet består mestadels av skog (87 procent). Avrinningsområdet har 0,21 kvadratkilometer vattenytor vilket ger det en sjöprocent på 3,2 procent.